# Santa María de los Caballeros
Santa María de los Caballeros ist ein zentralspanischer Ort und eine Gemeinde (municipio) mit 72 Einwohnern (Stand: 2024) in der Provinz Ávila in der Autonomen Region Kastilien-León. Neben dem Hauptort Santa María de los Caballeros gehören die Ortschaften Carrascalejo, Collado, Los Cuartos und Navarregadilla zur Gemeinde. 

## Lage und Klima
Die Gemeinde Santa María de los Caballeros liegt auf der Nordseite der Sierra de Gredos im Südwesten der Provinz Ávila in einer durchschnittlichen Höhe von ca. 1035 m. Die Entfernung nach Ávila beträgt knapp 68 km (Fahrtstrecke) in ostnordöstlicher Richtung. Das Klima ist gemäßigt bis warm; der Regen (817 mm/Jahr) fällt mit Ausnahme der trockenen Sommermonate übers Jahr verteilt.

## Bevölkerungsentwicklung
| Jahr      | 1970 | 1981 | 1991 | 2001 | 2011 | 2021 |
| Einwohner | 647  | 417  | 205  | 127  | 94   | 66   |

## Sehenswürdigkeiten

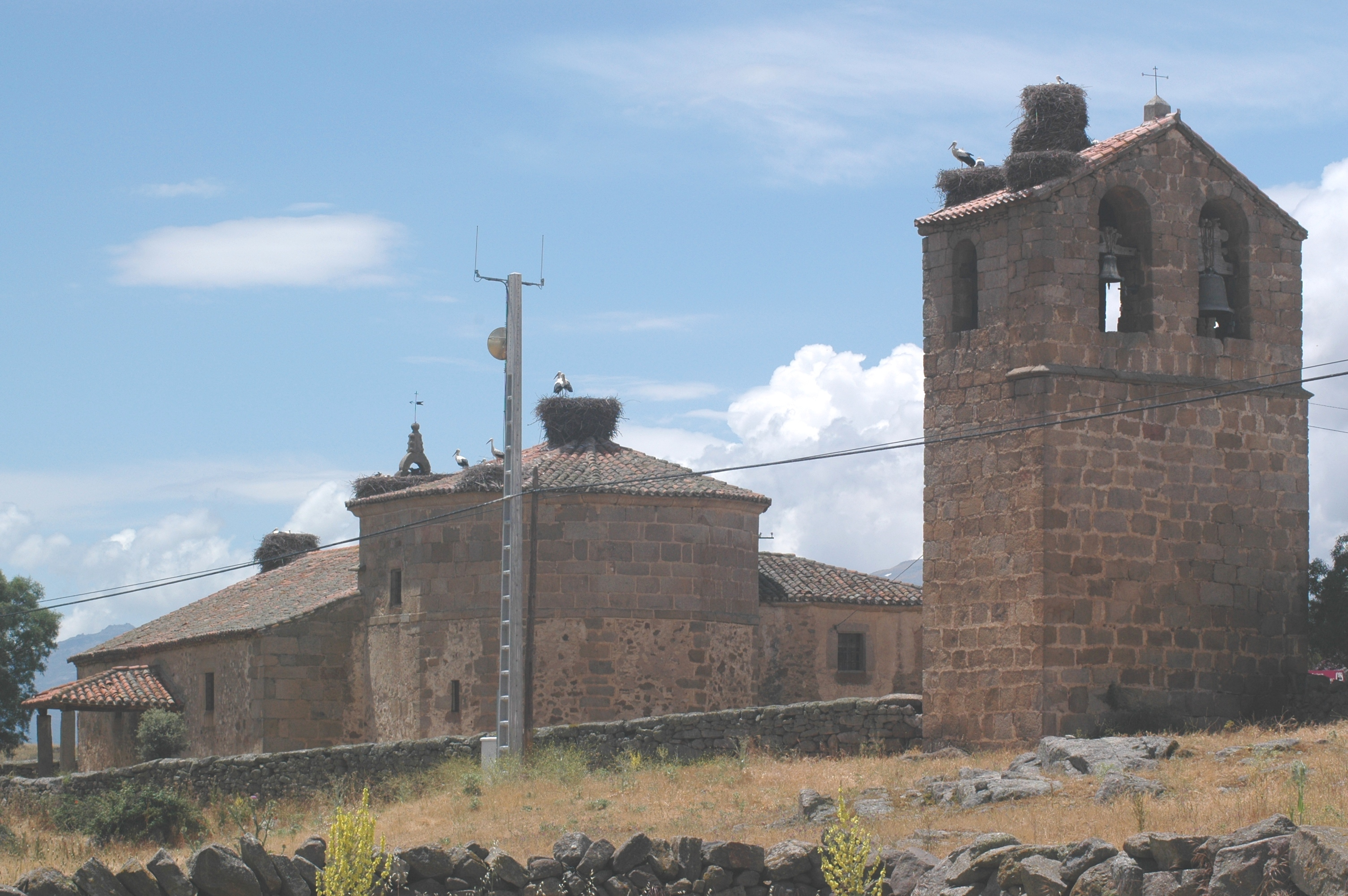
Kirche Mariä Himmelfahrt
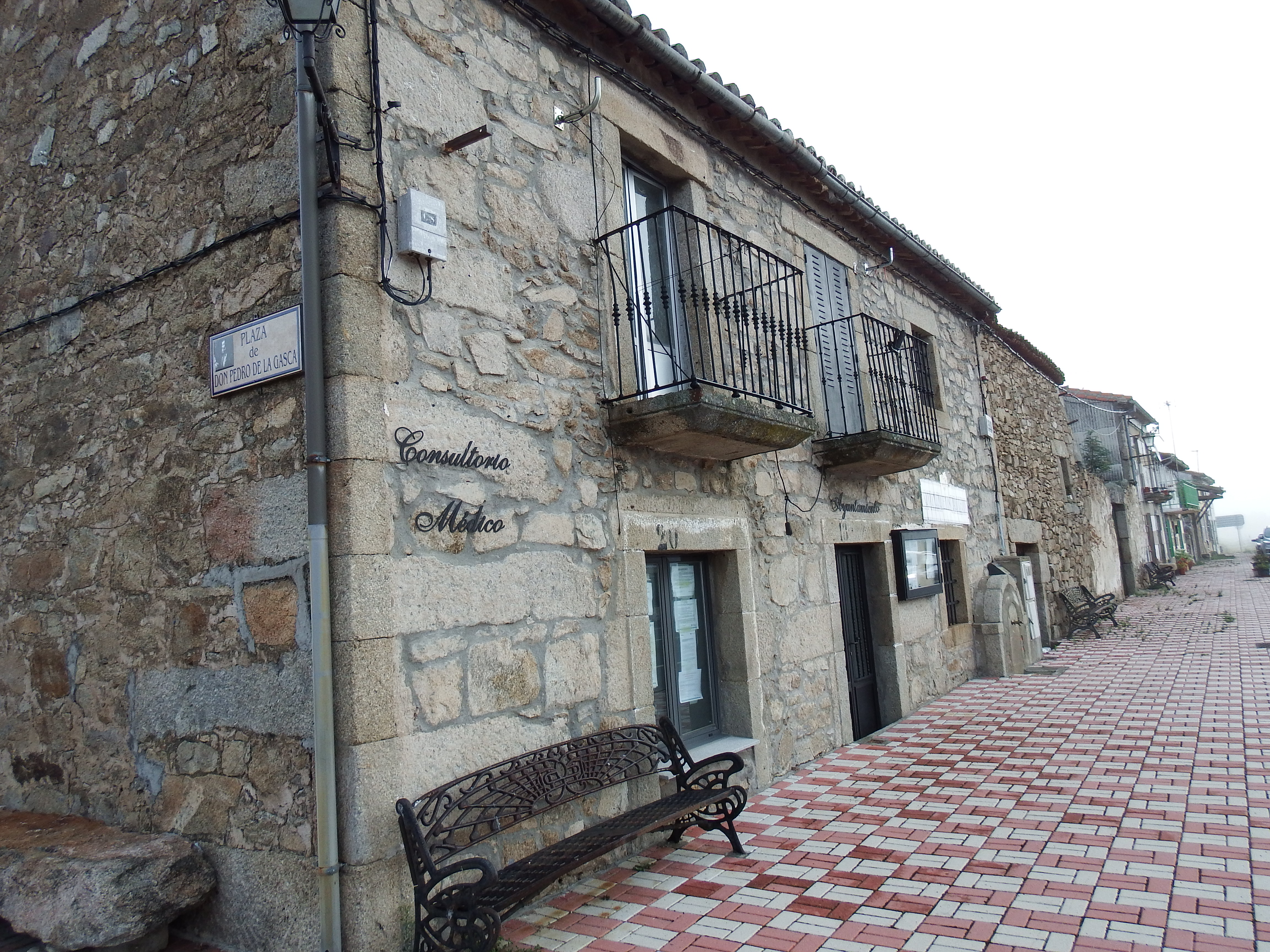
Rathaus

- Kirche Mariä Himmelfahrt
- Rathaus